# Storgrundet, Nykarleby
Storgrundet är en ö i Finland.   Den ligger i den ekonomiska regionen  Jakobstadsregionen  och landskapet Österbotten, i den centrala delen av landet, 400 km norr om huvudstaden Helsingfors. Arean är 3,2 kvadratkilometer.
Terrängen på Storgrundet är mycket platt. Den sträcker sig 5,0 kilometer i nord-sydlig riktning, och 2,2 kilometer i öst-västlig riktning.  I omgivningarna runt Storgrundet växer i huvudsak blandskog.
Storgrundet sitter ihop med ön Stora Alören vid Rödklubbshalsen. Till skillnad från Alören är Storgrundet obebyggt och stora delar av Storgrundet är naturskyddsområde. Sundet mellan Storgrundet och Långören i väster heter Långörssundet och är drygt 100 meter brett på det smalaste stället.